# 誘惑 (いいなり)
『誘惑（いいなり）』は、日本のダブリルムーンが発売している18歳以上推奨女性向けシチュエーションCDのシリーズ名である。正式名称は「誘惑（いいなり）S氏シリーズ」。シリーズ全6作品とスピンオフ2作品がリリース。収録には全編ダミーヘッドマイクが使用されている。

## 概要
サディスティックな性癖を持つS氏がパートナーたる主人公をキケンなセリフで導いていくアブナイ刺激の過激シチュエーションCD。日々のストレスから神経性胃炎を患った主人公がかかりつけの内科医・佐橋の診察を受け、ある治療方法を提案されることから物語が展開されていく。
原作・シナリオは堀川ごぼこ、キャラクターデザイン・イラストはやすだしのぐ、ブックレット四コマ漫画は朔さくら、プロデューサーはしまみゆきが担当している。

## 登場人物
佐橋周一郎（さはし しゅういちろう）
声 - 青島刃
30代前半。身長175cm。体重59kg。9月9日生まれ。乙女座。B型。大学病院に勤務している内科医で、主人公の『ご主人様』。患者としてやってきた主人公と恋に落ち、倒錯的ともいえる愛情を注ぎ込む。『誘惑（いいなり）1』、『誘惑（いいなり）6』に登場する。
白洲宏行（しらす ひろゆき）
声 - 河村眞人
30代前半。身長178cm。体重65kg。6月20日生まれ。双子座。O型。主人公が勤務する会社に招かれたコンサルタント。佐橋の中高一貫進学校時代の同級生で親友。『誘惑（いいなり）2』、『病葉の脈 上巻』、『病葉の脈 下巻』に登場する。
末瀬信幸（すえせ のぶゆき）
声 - 黒井勇
30代前半。身長188cm。体重72kg。8月10日生まれ。獅子座。O型。佐橋の命令で主人公が逆ナンパした男。佐橋の大学時代の同級生で親友。刑事事件専門の弁護士。『誘惑（いいなり）3』に登場する。
千祖彬（せんそ あきら）
声 - 佐和真中
20代半ば。身長175cm。体重60kg。12月3日生まれ。射手座。A型。佐橋が勤務している大学病院の研修医。先輩医師である佐橋を慕っている。『誘惑（いいなり）4』に登場する。
匝瑳浩資（そうさ ひろし）
声 - 松濤エルサ
50代。身長170cm。体重60kg。4月12日生まれ。牡羊座。AB型。佐橋の母の弟で、佐橋の叔父にあたる。ベルリンを拠点にしているピアニスト。ドイツ人で音楽教授の娘を妻に持つ。『誘惑（いいなり）5』に登場する。

## ラインナップ
| タイトル名                                                    | 発売日         | 規格品番 |
| ------------------------------------------------------------- | -------------- | -------- |
| 誘惑（いいなり）１ －内科医、佐橋の口吻－ CV：青島刃          | 2014年3月20日  | davm-001 |
| 誘惑（いいなり）2 －最高執行責任者、白洲の凄艶－ CV：河村眞人 | 2014年6月27日  | davm-002 |
| 誘惑（いいなり）3 －弁護士、末瀬の濫行－ CV：黒井勇           | 2014年8月29日  | davm-003 |
| 誘惑（いいなり）4 －研修医、千祖の改悔－ CV：佐和真中         | 2014年10月24日 | davm-004 |
| 誘惑（いいなり）5 －ピアニスト、匝瑳の賞翫－ CV：松涛エルサ   | 2014年12月26日 | davm-005 |
| 誘惑（いいなり）6 －佐橋周一郎の赫耀－」 CV：青島刃           | 2015年3月20日  | davm-006 |

## スピンオフ作品
あらすじ
業績悪化を憂う株主の要望により、建設会社の労務管理部門に配属された白洲宏行。しかし、彼に託された真の依頼は巧妙に隠された不正経理の証拠を秘密裏に入手することだった。そして、白洲が経理部に所属する主人公と出会うことから話が展開されていく。
この作品の主人公は、誘惑（いいなり）シリーズの主人公とは異なる女性である。
| タイトル名                                             | 発売日        | 規格品番 |
| ------------------------------------------------------ | ------------- | -------- |
| 病葉（わくらば）の脈 〈白洲宏行艶書〉上巻 CV：河村眞人 | 2015年5月29日 | davm-007 |
| アニメイト限定特典CD【飛行機編】                       | 2015年5月29日 | -        |
| ステラワース限定特典CD【アーユルヴェーダ編】           | 2015年5月29日 | -        |
| シーガル限定特典CD【水上デッキ編】                     | 2015年5月29日 | -        |
| 病葉（わくらば）の脈 〈白洲宏行艶書〉下巻 CV：河村眞人 | 2015年6月26日 | davm-008 |
| アニメイト限定特典CD【砂漠編】                         | 2015年6月26日 | -        |
| ステラワース限定特典CD【豪華列車編】                   | 2015年6月26日 | -        |
| シーガル限定特典CD【オーロラ編】                       | 2015年6月26日 | -        |

## ダブリルムーンアワー 誘惑RADIO〜イイラジ〜（いいなりラジオ）
2014年9月5日から2016年9月9日までRADIO TOMO!にてダブリルムーン提供の関連ラジオ番組が月2回第二・第四金曜日に配信されていた。
パーソナリティ
阿部大樹、山口智大
ゲスト
- #4, #20（2014年10月17日、2015年6月12日）河村眞人（白洲宏行 役）
- #14, #21（2015年3月13日、2015年6月26日）青島刃（佐橋周一郎 役）